# 拉明 (胡齊斯坦省)
拉明（阿拉伯语：‎，通称Rāmīn）是伊朗的城市，位於該國西南部，由胡齊斯坦省負責管轄，距離首府阿瓦士東北約30公里，處於首都德黑蘭西南510公里，海拔高度33米，2006年人口13,979。